# Justus Harberg
Albert Justus Harberg, född 28 november 1925 i Lemland, död 27 december 2009, var en åländsk sjökapten, tjänsteman och sjöhistorisk forskare. 
Efter kaptens- och ekonomutbildning ledde Harberg Rederi Ab Ledsund och några andra mindre åländska rederier 1961–1966. Han blev ombudsman vid Ålands redarförening 1967 och var dess verkställande direktör 1974–1989, en tid som kännetecknades av hårda förhandlingar mellan arbetsgivarparten och Sjömansunionen. Harberg var chefredaktör för tidskriften Ålands sjöfart 1970–1986 och publicerade sig som sjöhistoriker i många sammanhang. Det digra verket Åländsk sjöfart med maskindrivna fartyg (1995) bygger på djupa historiska insikter i landskapets viktigaste näring.